# Tepakán (Campeche)
Tepakán es una localidad del estado mexicano de Campeche. Es parte del municipio de Calkiní.

## Toponimia
El nombre «Tepakán» proviene de los términos en maya Tepak, nopal o tuna; an, lugar. Su significado es «lugar de nopales».

## Demografía
| Gráfica de evolución demográfica |
|                                  |

| Censo | Población |
| ----- | --------- |
| 1900  | 360       |
| 1910  | 286       |
| 1921  | 385       |
| 1930  | 441       |
| 1940  | 501       |
| 1950  | 484       |
| 1960  | 550       |
| 1970  | 812       |
| 1980  | 1 053     |
| 1990  | 1 295     |
| 2000  | 1 745     |
| 2010  | 1 895     |
| 2020  | 2 193     |